# Bertil Andersson (Fußballspieler, 1929)

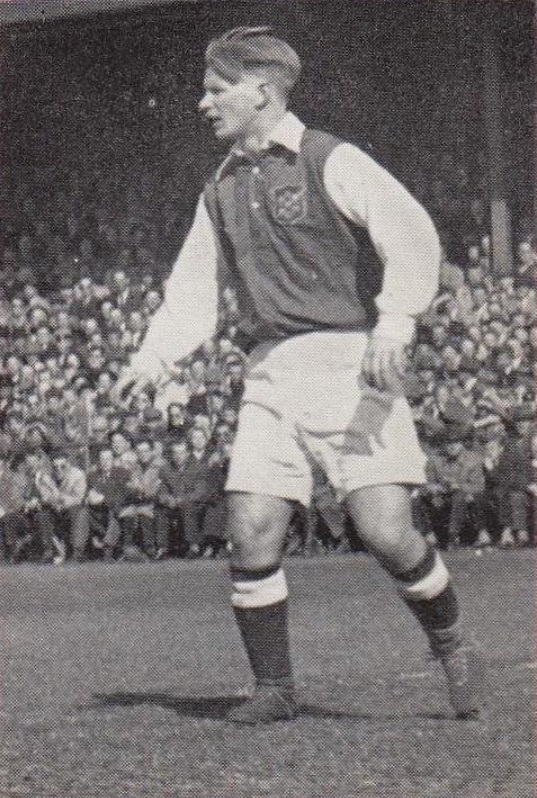
Bertil Andersson

Bertil „Jompa“ Andersson (* 16. Dezember 1929 in Göteborg; † 8. Juni 2009 ebenda) war ein schwedischer Eishockey- und Fußballspieler.

## Werdegang
Andersson wuchs im Göteborger Stadtteil Krokslätt auf. Dort begann er als 13- oder 14-jähriger im Sommer mit dem Fußballspielen, während er im Winter als Bandyspieler aktiv war. Er weckte das Interesse der Allsvenskan-Vereine AIK und Hammarby IF. Während er in Stockholm zum Probetraining weilte, überredete ihn Holger Jernsten, der Trainer des Göteborger Klubs GAIS, zur Rückkehr in seine Heimatstadt und so schloss er sich 1950 den „Makrelen“ an. 
Andersson debütierte im Spiel gegen Helsingborgs IF in der Allsvenskan. Beim 3:2-Erfolg steuerte er direkt sein erstes Erstligator bei. In den folgenden Jahren stürmte er an der Seite von Karl-Alfred Jacobsson, Hans Olsson und Frank Jacobsson und gewann mit der Mannschaft in der Spielzeit 1953/54 zum vierten Mal in der Vereinsgeschichte den Von-Rosens-Pokal für den schwedischen Landesmeister. 1959 beendete er nach 133 Spielen in der Allsvenskan, in denen ihm 43 Tore gelangen, seine aktive Laufbahn für den Klub. Ein offizieller Länderspieleinsatz für die schwedische Nationalmannschaft blieb ihm verwehrt, einzig bei einem inoffiziellen Spiel gegen eine Presseauswahl stand er im Nationaltrikot auf dem Fußballfeld.
1954 initiierte GAIS eine Eishockeymannschaft. Bei dieser gehörte Andersson zu den ersten Spielern. Zunächst trat er mit ihr in der Göteborgsserien klass 1 an, ehe 1957 der Aufstieg in die seinerzeit erstklassige HockeyAllsvenskan gelang. Hier spielte er für die Mannschaft bis 1959 zwei Spielzeiten. 
Nach dem Ende seiner aktiven Sportlerkarriere wechselte Andersson auf die Trainerbank. Bei den Amateurvereinen Töllsjö IF und später Bollebygds IF trainierte er die Fußballmannschaften und war teilweise auch in der Nachwuchsarbeit tätig.
2009 verstarb Andersson im Alter von 79 Jahren in einem Altersheim im auf Hisingen gelegenen Göteborger Stadtteil Kärra.